# マット・ヴォーゲル
マット・ヴォーゲル（Matt Vogel、1970年10月6日 - ）は、カンザス州のカンザスシティ出身の人形使い、歌手、監督。

## 出演作品

### テレビ
1996年-
- セサミストリート（ビッグバード、カウント伯爵、サイモン、カーミット、他）

2015年-2016年
- ザ・マペッツ（フロイド・ペッパー、カミラ、スウィータム、ルー・ジーランド、クレイジー・ハリー、デッドリー、ロビン、他）

2020年
- マペット大集合!（カーミット、フロイド・ペッパー、カミラ、デッドリー、サボテンB）

### 映画
1999年
- エルモと毛布の大冒険（ビッグバード（人形劇のみ））

2011年
- ザ・マペッツ（フロイド・ペッパー、カミラ、スウィータム、ルー・ジーランド、クレイジー・ハリー、80's ロボット、デッドリー、他）

2014年
- ザ・マペッツ2/ワールド・ツアー（コンスタンティン、フロイド・ペッパー、カミラ、スウィータム、ルー・ジーランド、クレイジー・ハリー、80's ロボット、デッドリー、ロビン、他）

2016年
- アリス・イン・ワンダーランド/時間の旅（ウィルキンズ）

2021年
- マペットのホーンテッドマンション（カーミット、フロイド・ペッパー、スウィータム、ルー・ジーランド、クレイジー・ハリー、デッドリー、他）